# شويعرة أوركوت
شويعرة أوركت (بالإنجليزية: Orcutt Brome)‏ نوع نباتي يتبع جنس الشويعرة من الفصيلة النجيلية. سميت بهذا الاسم نسبة إلى منطقة أوركت في ولاية كاليفورنيا الأمريكية .
يعد هذا النوع من محاصيل العلف المهمة.

## الموئل والانتشار
موطنها الأصلي الساحل الغربي للولايات المتحدة والمكسيك بما يشمل ولايات واشنطن وأوريغون وكاليفورنيا الأمريكية وولاية باخا كاليفورنيا (كاليفورنيا السفلى) في المكسيك.

## الوصف النباتي
النبات معمر يصل ارتفاعه إلى 1.6 م. النورة سنبلة متفرعة. السنيبلات مسطحة لها حسكات قصيرة.